# Dominique Hennequin
Dominique Hennequin (Châteaudun, 3 d'abril de 1947) és un enginyer de so i mesclador francès, guanyador de diversos premis.

## Biografia
Va començar la seva carrera cinematogràfica a finals de la dècada del 1960 i també ha treballat ocasionalment com a actor. Ha guanyat sis vegades el César al millor so per Carmen (1984), Monsieur Hire (1989), Cyrano de Bergerac (1990), Indoxina (1992), Farinelli, Il Castrato (1994) i Le Hussard sur le toit (1995). El 1998 fou nominat al Goya al millor so col·lectiu per La niña de tus ojos i el 2000 el va guanyar per Calle 54
El 1986 va rebre el BAFTA al millor so juntament amb Harald Maury, Hugues Darmois i Bernard Leroux per Carmen.

## Filmografia
- 1971: Traité du rossignol de Jean Fléchet
- 1973: Themroc de Claude Faraldo
- 1973: Sexologos
- 1974: Si j'te cherche... j'me trouve de Roger Diamantis
- 1974: La Bonzesse
- 1975: Les Joyeuses
- 1975: Prostitution
- 1975: Dehors-dedans d'Alain Fleischer
- 1977: L'Ombre et la Nuit de Jean-Louis Leconte
- 1977: Les Loulous de Patrick Cabouat
- 1977: Les Indiens sont encore loin de Patricia Moraz
- 1978: New York City Inferno
- 1978: Perceval le Gallois d'Éric Rohmer
- 1978: Passe montagne de Jean-François Stévenin
- 1979: Mais ou et donc Ornicar de Bertrand Van Effenterre
- 1979: Zoo zéro d'Alain Fleischer
- 1979: I.N.R.I.
- 1979: Passe ton bac d'abord de Maurice Pialat
- 1979: La Guerre des polices de Robin Davis
- 1979: Démons de midi de Christian Paureilhe
- 1979: La Rosière de Pessac
- 1979: Qu'il est joli garçon l'assassin de papa
- 1980: Équation à un inconnu
- 1980: Third World
- 1980: Comment passer son permis de conduire
- 1980: Loulou de Maurice Pialat
- 1980: Extérieur, nuit de Jacques Bral
- 1980: Inspecteur la Bavure de Claude Zidi
- 1980: Je vous aime de Claude Berri
- 1980: La Prise du pouvoir par Philippe Pétain de Jean Chérasse
- 1981: L'Avant dernier de Luc Besson
- 1981: La Femme de l'aviateur d'Éric Rohmer
- 1981: Les hommes préfèrent les grosses de Jean-Marie Poiré
- 1981: Beau-père de Bertrand Blier
- 1982: Le beau mariage d'Éric Rohmer
- 1982: Qu'est-ce qu'on attend pour être heureux !
- 1983: Danton d'Andrzej Wajda
- 1983: Pauline à la plage d'Éric Rohmer
- 1983: Le Jeune Marié de Bernard Stora
- 1983: La Mort de Mario Ricci
- 1983: Papy fait de la résistance de Jean-Marie Poiré
- 1983: La tragédie de Carmen
- 1983: À nos amours de Maurice Pialat
- 1984: Tricheurs de Barbet Schroeder
- 1984: L’amor de Swann de Volker Schlöndorff
- 1984: Carmen de Francesco Rosi
- 1984: Le Juge de Philippe Lefebvre
- 1984: Notre histoire de Bertrand Blier
- 1984: La Pirate de Jacques Doillon
- 1984: Les Nuits de la pleine lune d'Éric Rohmer
- 1985: Urgence de Gilles Béhat
- 1985: Alamo Bay de Louis Malle
- 1985: Rendez-vous d'André Téchiné
- 1985: No Man's Land d'Alain Tanner
- 1986: Manège
- 1986: L'Unique de Jérôme Diamant-Berger
- 1986: 37°2 le matin de Jean-Jacques Beineix
- 1986: Tenue de soirée de Bertrand Blier
- 1986: Jean de Florette de Claude Berri
- 1986: Le Rayon vert d'Éric Rohmer
- 1986: Double messieurs de Jean-François Stévenin
- 1986: Coup de pompes
- 1986: Manon des sources de Claude Berri
- 1986: Charlotte for Ever de Serge Gainsbourg
- 1987: Tandem de Patrice Leconte
- 1987: L'Ami de mon amie d'Éric Rohmer
- 1987: Sous le soleil de Satan de Maurice Pialat
- 1987: Le Moine et la Sorcière de Suzanne Schiffman
- 1987: L'Amoureuse de Jacques Doillon
- 1987: Les Innocents d'André Téchiné
- 1988: Quand je serai jeune
- 1988: Les Possédés d'Andrzej Wajda
- 1988: Chocolat de Claire Denis
- 1988: De bruit et de fureur de Jean-Claude Brisseau
- 1988: La Nuit Bengali de Nicolas Klotz
- 1988: Camille Claudel de Bruno Nuytten
- 1989: La Soule de Michel Sibra
- 1989: Je suis le seigneur du château de Régis Wargnier
- 1989: Roselyne et les Lions de Jean-Jacques Beineix
- 1989: Marquis de Henri Xhonneux
- 1989: Monsieur Hire de Patrice Leconte
- 1989: Erreur de jeunesse de Radovan Tadic
- 1989: La Fille de 15 ans de Jacques Doillon
- 1989: Le Grand Cirque
- 1989: Noce blanche de Jean-Claude Brisseau
- 1989: Chambre à part de Jacky Cukier
- 1989: Pentimento de Tonie Marshall
- 1989: Boris Godounov
- 1990: La Vengeance d'une femme
- 1990: Milou en mai de Louis Malle
- 1990: Je t'ai dans la peau
- 1990: Iskanderija, kaman oue kaman de Youssef Chahine
- 1990: Tilai d'Idrissa Ouedraogo
- 1990: Outremer de Brigitte Roüan
- 1990: Le Mari de la coiffeuse de Patrice Leconte
- 1990: La Désenchantée de Benoît Jacquot
- 1990: Uranus de Claude Berri
- 1990: Le Petit Criminel de Jacques Doillon
- 1992: Indoxina de Régis Wargnier
- 1992: IP5 de Jean-Jacques Beineix
- 1992: Samba Traoré
- 1992: Les Nuits fauves de Cyril Collard
- 1993: La Nuit sacrée
- 1993: L'Instinct de l'ange de Richard Dembo
- 1993: Tango de Patrice Leconte
- 1993: Le Jeune Werther de Jacques Doillon
- 1993: Moi Ivan, toi Abraham de Yolande Zauberman
- 1993: Germinal de Claude Berri
- 1994: L'Enfant noir de Laurent Chevallier
- 1994: Le Parfum d'Yvonne de Patrice Leconte
- 1994: La reina Margot de Patrice Chéreau
- 1994: Grosse fatigue de Michel Blanc
- 1994: L'Émigré (Al-mohager) de Youssef Chahine
- 1994: Le Cri du cœur d'Idrissa Ouedraogo
- 1994: Montage
- 1994: Délits flagrants de Raymond Depardon
- 1994: Le Monstre (Il mostro) de Roberto Benigni
- 1994: Farinelli, Il Castrato (Farinelli) de Gérard Corbiau
- 1995: Petit matin sanglant
- 1995: Gazon maudit de Josiane Balasko
- 1995: Le Hussard sur le toit de Jean-Paul Rappeneau
- 1996: Les Grands Ducs de Patrice Leconte
- 1996: Beaumarchais, l'insolent d'Édouard Molinaro
- 1996: Ridicule de Patrice Leconte
- 1996: Lucky Punch de Dominique Ladoge
- 1996: Un été à La Goulette de Férid Boughedir
- 1996: Ponette de Jacques Doillon
- 1997: La Cible de Pierre Courrège
- 1997: Le Destin (Al-massir) de Youssef Chahine
- 1997: Alors voilà
- 1998: Trop (peu) d'amour
- 1998: Une chance sur deux de Patrice Leconte
- 1998: Hors jeu de Karim Dridi
- 1998: Place Vendôme de Nicole Garcia
- 1998: L'Ennui de Cédric Kahn
- 1998: La niña de tus ojos de Fernando Trueba
- 1999: Pietas
- 1999: La Fille sur le pont de Patrice Leconte
- 1999: Petits frères
- 1999: Rembrandt de Charles Matton
- 1999: La Ville (El Medina) de Yousry Nasrallah
- 1999: Mauvaise passe de Michel Blanc
- 2000: La Veuve de Saint-Pierre de Patrice Leconte
- 2000: Calle 54 de Fernando Trueba
- 2000: La virgen de los sicarios de Barbet Schroeder
- 2001: Félix et Lola de Patrice Leconte
- 2001: Trouble Every Day de Claire Denis
- 2001: Carrément à l'Ouest de Jacques Doillon
- 2001: La Traversée de Sébastien Lifshitz
- 2001: Inch'Allah dimanche de Yamina Benguigui
- 2001: Silence... on tourne (Skoot hansawwar) de Youssef Chahine
- 2002: Rue des plaisirs de Patrice Leconte
- 2002: Madame Satã de Karim Aïnouz
- 2002: L'Homme du train de Patrice Leconte
- 2002: 11'09"01 - September 11
- 2003: Fureur
- 2003: Bon Voyage de Jean-Paul Rappeneau
- 2003: Le Coût de la vie de Philippe Le Guay
- 2004: Confidences trop intimes de Patrice Leconte
- 2004: La Porte du soleil (Bab el shams)
- 2004: Alexandrie-New York de Youssef Chahine
- 2004: 10e chambre, instants d'audience de Raymond Depardon
- 2004: Dogora - ouvrons les yeux de Patrice Leconte
- 2004: L'Ex-femme de ma vie de Josiane Balasko
- 2004: Un petit jeu sans conséquence de Bernard Rapp
- 2005: The Three Burials of Melquiades Estrada de Tommy Lee Jones
- 2005: Stricteternum
- 2005: Zaïna, cavalière de l'Atlas de Bourlem Guerdjou
- 2005: La Maison de Nina de Richard Dembo
- 2006: Les Bronzés 3 - Amis pour la vie de Patrice Leconte
- 2006: Les Aiguilles rouges de Jean-François Davy
- 2006: Mon meilleur ami de Patrice Leconte
- 2006: C'est beau une ville la nuit de Richard Bohringer
- 2007: L'Avocat de la terreur de Barbet Schroeder
- 2008: 35 rhums de Claire Denis
- 2008: Cliente de Josiane Balasko